# Batalla de Síversk
La Batalla de Síversk es un compromiso militar durante la invasión rusa de Ucrania de 2022, como parte de la batalla del Dombás de la ofensiva más amplia del este de Ucrania, que comenzó el 3 de julio. Debido a las ganancias obtenidas de la contraofensiva de Járkov, las fuerzas rusas no pudieron obtener más ganancias hacia Siversk desde el 8 de septiembre.

## Antecedentes

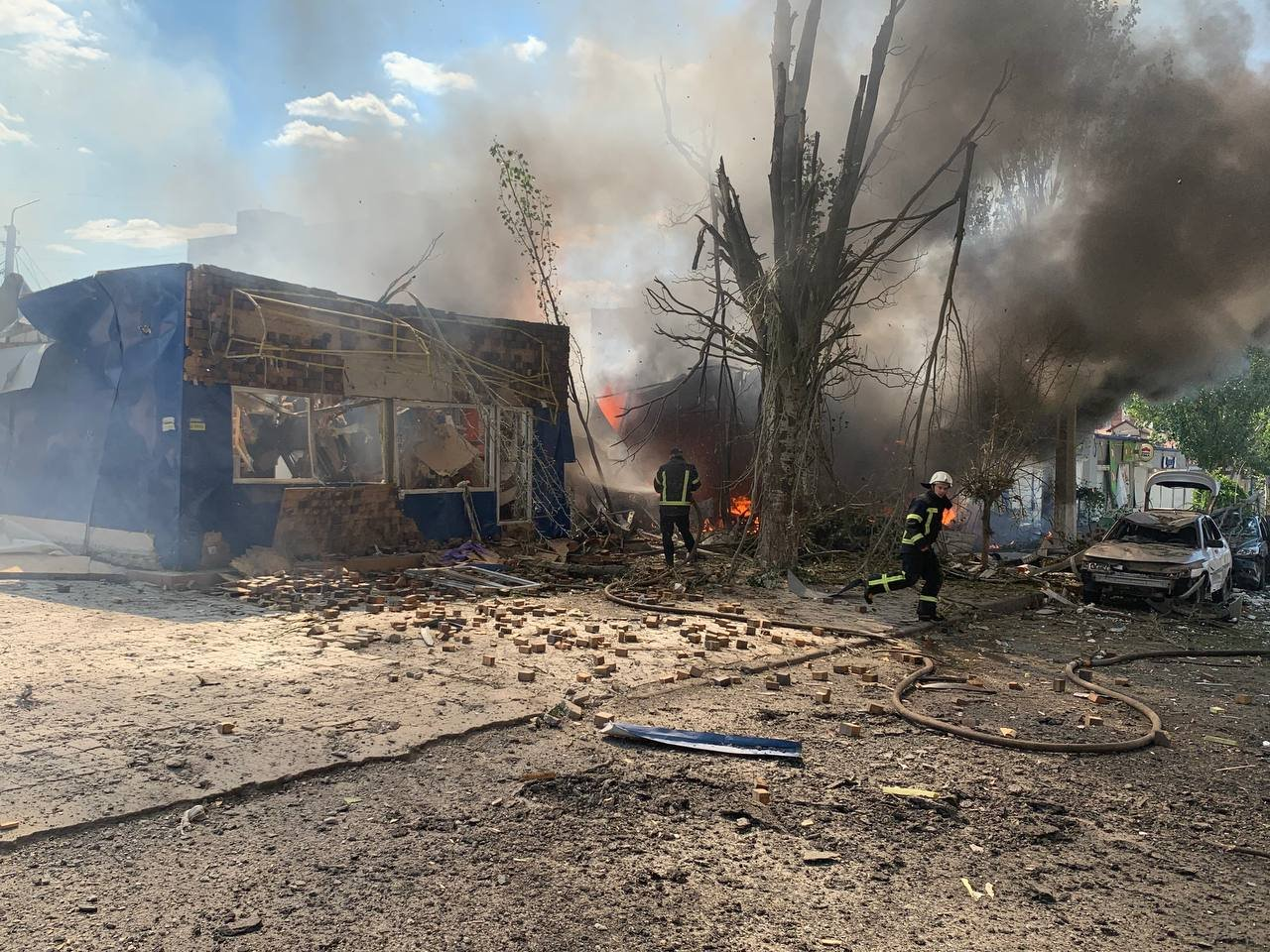
Ataque a Bajmut, en el avance ruso hacia Síversk. 16 de julio de 2022.

El 25 de junio, las fuerzas rusas capturaron Severodonetsk, Syrotyne, Voronove y Borivske. Aproximadamente 10 000 civiles permanecieron en la ciudad, el diez por ciento del nivel anterior a la guerra. En este momento, Hanna Maliar, la viceministra de Defensa de Ucrania, criticó a los civiles por supuestamente interrumpir las operaciones militares durante la batalla al compartir información militar en las redes sociales.
El 2 de julio, la batalla de Lisichansk terminó con otra victoria rusa, y al día siguiente las fuerzas rusas de la RPL declararon el control total de toda la región de Lugansk. El 4 de julio, The Guardian informó que después de la caída del óblast de Lugansk, las tropas de invasión rusas continuarían su invasión en el óblast adyacente de Donetsk para atacar las ciudades de Sláviansk y Bajmut. Al día siguiente, Oleksiy Arestovych, asesor del presidente ucraniano Volodímir Zelenski, admitió que Lisichansk estaba en peligro de ser capturada por los rusos. El gobernador del óblast de Lugansk, Serhiy Haidai, dijo que la ciudad fue atacada «con tácticas inexplicablemente brutales» y que los rusos estaban «avanzando obstinadamente» en medio de las pérdidas. Los observadores externos señalaron que la caída de Lisichansk significaba que Rusia había logrado su objetivo estratégico de capturar todo el óblast de Lugansk, como parte de su objetivo más amplio de apoderarse de la totalidad del Dombás. Más tarde ese día, el Estado Mayor ucraniano confirmó que sus fuerzas se habían retirado de Lisichansk, sin embargo, el presidente Zelenski negó que la ciudad fuera completamente capturada, diciendo «definitivamente no podemos decir que Lisichansk esté bajo control [ruso]. Las batallas se libran en las afueras de Lisichansk». Más tarde esa noche, Zelenski admitió que Lisichansk había caído y prometió eventualmente retomar la ciudad, «gracias al aumento en el suministro de armas modernas».

## Batalla
El Ministerio de Relaciones Exteriores de LNR anunció el 3 de julio que la lucha por Síversk había comenzado, aunque esta afirmación fue rechazada por Ucrania y los observadores occidentales. Durante la batalla de Lisichansk, el ejército ruso había lanzado una ofensiva en dirección a Síversk desde tres direcciones. La ciudad de Síversk se encuentra en la parte norte del óblast de Donetsk, que es reclamado por la República Popular de Donetsk, a 30 kilómetros al oeste de Lisichansk. El mismo día, las fuerzas rusas y de la RPL ocuparon la ciudad de Bilohorivka, entrando así en la frontera administrativa de los óblast de Lugansk y Donetsk. El 4 de julio, las fuerzas rusas continuaron sus operaciones ofensivas hacia Síversk. El 6 de julio, las fuerzas rusas comenzaron a luchar alrededor de las aldeas de Spirne, Verkhnokamyanske, Hryhorivka y Bilohorivka, todas a menos de 15 km de Síversk. Tres días después, el 9 de julio, las fuerzas rusas y separatistas afirmaron que capturaron la ciudad de Hryhorivka, lo que el Ministerio de Defensa británico confirmó el día 12. El 11 de julio, las tropas rusas se acercaron a pocos kilómetros de Síversk. El 12 de julio, las fuerzas rusas intentaron un asalto terrestre limitado al este de Síversk. El Estado Mayor ucraniano afirmó que las fuerzas rusas sufrieron graves pérdidas durante un asalto fallido hacia Spirne e Ivano-Darivka.
El medio estatal ruso TASS, respaldado por declaraciones del presidente de la RPD, Denis Pushilin, afirmó el 13 de julio que habían capturado partes de Síversk. El ex comandante separatista Igor Girkin afirmó que no había combates por la ciudad, y que las tropas rusas simplemente entraron después de que las fuerzas ucranianas se retiraron. Vitaly Kiselyov, Asistente del Ministro del Interior de la RPL, respaldó las afirmaciones del corresponsal de guerra ruso de que las fuerzas rusas y de la RPL tomaron el control de Síversk, la Operación de las Fuerzas Conjuntas de Ucrania negó que las fuerzas rusas capturaran Síversk el 14 de julio. El Estado Mayor ucraniano afirmó que las fuerzas rusas lanzaron un ataque y un ataque aéreo contra Verkhnokamyanske el 15 de julio, pero el ataque fue repelido por las fuerzas ucranianas. También se afirmó que las fuerzas rusas intentaron sin éxito capturar Spirne.